# تپه چه‌قه‌ل
تپه چه قه ل مربوط به مفرغ است و در شهرستان قروه، بخش ییلاق، دهستان ییلاق جنوبی، روستای زاغه واقع شده و این اثر در تاریخ ۱۴ اسفند ۱۳۸۵ با شمارهٔ ثبت ۱۷۷۸۷ به‌عنوان یکی از آثار ملی ایران به ثبت رسیده است.